# کانتلی، کبک
کانتلی (به فرانسوی: Cantley) شهری در منطقه شهری له کولین-دو-لوتاوه ناحیه اوتاوه در استان کبک کانادا است. در سرشماری سال ۲۰۱۱ این شهر ۷٬۲۰۶ نفر جمعیت داشته‌است و مساحت آن ۱۳۴ کیلومتر مربع است.